# Зимние Сурдлимпийские игры 1955
III Международные зимние игры глухих прошли в Обераммергау, ФРГ . Игры проводились с 10 по 13 февраля  1955 года, участие в них приняли 59 спортсменов из 8 стран.

## Виды спорта
Программа III Международных зимних игр глухих включала 4 спортивные дисциплины:
- Горнолыжный спорт
- Прыжки на лыжах с трамплина
- Лыжное двоеборье
- Лыжные гонки

## Страны-участницы
В III Международных зимних играх глухих приняли участие спортсмены из 8 государств:
- Австрия
- Германия
- Италия
- Финляндия
- Франция
- Чехословакия
- Швейцария
- Швеция

## Медальный зачёт
Страна-хозяйка (Германия)
| Место  | Страна    | Золото | Серебро | Бронза | Всего |
| ------ | --------- | ------ | ------- | ------ | ----- |
| 1      | Норвегия  | 10     | 6       | 4      | 20    |
| 2      | Австрия   | 1      | 1       | 0      | 2     |
| 3      | Германия  | 0      | 1       | 3      | 4     |
| 4      | Финляндия | 0      | 2       | 2      | 4     |
| 5      | Швеция    | 0      | 1       | 1      | 2     |
| 6      | Швейцария | 0      | 0       | 0      | 0     |
| 6      | Франция   | 0      | 0       | 0      | 0     |
| 6      | Италия    | 0      | 0       | 0      | 0     |
| Всего: | Всего:    | 11     | 11      | 10     | 32    |